# 小行星1989
小行星1989（1989 Tatry）是一颗围绕太阳公转的小行星。1955年3月20日，阿洛伊斯·帕魯貝克（Alois Paroubek）、雷吉娜·波德斯塔尼卡在岩湖天文台发现了此天体。
該小行星以斯洛伐克北部的上塔特拉山命名。
这颗小行星的绝对星等为88.24454528807249等。